# Steve Smith (rugby à XV)
Pour les articles homonymes, voir Steve Smith et Smith.
 Stephen James Smith dit Steve James, né le 22 juillet 1951 à Stockport, est un joueur de rugby à XV sélectionné avec l'équipe d'Angleterre, évoluant au poste de demi de mêlée. Il jouait en club à Sale.

## Carrière
Il dispute son premier test match le 10 février 1973 contre l'Irlande et le dernier contre l'Écosse le 5 mars 1983.
Il est cinq fois capitaine lors de test matches de l'équipe d'Angleterre.

## Palmarès
- 28 sélections (et quatre non officielles) avec l'équipe d'Angleterre.
- Sélections par année : 4 en 1973, 2 en 1974, 1 en 1975, 1 en 1976, 1 en 1977, 1 en 1979, 4 en 1980, 6 en 1981, 5 en 1982, 3 en 1983.
- Tournois des Cinq Nations disputés : 1973, 1974, 1975, 1976, 1977, 1980, 1981, 1982, 1983.
- Vainqueur du Tournoi des Cinq Nations en 1973 et 1980.